# Billy Crystal
William Edward (Billy) Crystal (Long Beach (New York), 14 maart 1948) is een Amerikaans filmacteur, filmregisseur en filmproducent
Crystal brak door met zijn rol van de homoseksuele 'Jodie Dallas' in de televisieserie Soap. Daarnaast is hij bekend als 'Harry' uit When Harry Met Sally... en presenteerde hij liefst negen keer de uitreiking van de Academy Awards.

## Filmografie
- Rabbit Test (1978) – Lionel Carpenter
- Animalympics (1980) – Lodge Turkell (stem)
- This Is Spinal Tap (1984) – Morty the Mime
- Running Scared (1986) – Danny Costanzo
- The Princess Bride (1987) – Miracle Max
- Throw Momma from the Train (1987) – Larry Donner
- Memories of Me (1988) – Abbie
- When Harry Met Sally... (1989) – Harry Burns
- City Slickers (1991) – Mitch Robbins
- Horton Hatches the Egg (1992) – verteller (stem)
- Mr. Saturday Night (1992) – Buddy Young, Jr.
- City Slickers II: The Legend of Curly's Gold (1994) – Mitch Robbins
- Forget Paris (1995) – Mickey Gordon (ook door hem geregisseerd)
- Hamlet (1996) – First Gravedigger
- Deconstructing Harry (1997) – Larry/The Devil
- Fathers' Day (1997) – Jack Lawrence
- My Giant (1998) – Sam 'Sammy' Kamin
- Analyze This (1999) – Ben Sobel, M.D.
- America's Sweethearts (2001) – Lee Phillips
- Monsters, Inc. (2001) – Michael (Mike) Wazowski (stem)
- Analyze That (2002) – Ben Sobel, M.D.
- Howl's Moving Castle (2005) – Calcifer (stem)
- Cars (2006) – Mike Car (stem)
- Tooth Fairy (2010) – Jerry
- Planet Sheen (2010) – Soldaat Joaght (stem)
- The Muppets (2011) – zichzelf (verwijderde scène)
- Parental Guidance (2012) – Artie Decker
- Monsters University (2013) – Michael (Mike) Wazowski (stem)
- Monsters at Work (2021-2024) - Michael (Mike) Wazowski (stem)

## Boeken van Crystal
- I Already Know I Love You (2004), kinderboek.
- Grandpa's Little One (2006), kinderboek.